# Omartsjevo (Sjoemen)
Omartsjevo (Bulgaars: Омарчево) is een dorp in de Bulgaarse gemeente Kaolinovo, oblast Sjoemen. Op 31 december 2019 telde het dorp 25 inwoners. Het dorp ligt 33 km ten noorden van Sjoemen en 317 km ten noordoosten van Sofia.

## Bevolking
De telling van 1934 registreerde 411 inwoners. Dit aantal bereikte in 1946 met 419 inwoners een hoogtepunt. Sindsdien loopt het inwonersaantal van het dorp in een rap tempo af. Op 31 december 2019 werden er slechts 25 inwoners geteld. Van de 29 inwoners reageerden er 29 op de optionele volkstelling van 2011. Zo’n 26 personen identificeerden zichzelf als Bulgaren (90%), gevolgd door 3 personen die zich als 'onbekend' verklaarden (10%).
| Etnische samenstelling van de respondenten (2011) | Etnische samenstelling van de respondenten (2011) | Etnische samenstelling van de respondenten (2011) | Etnische samenstelling van de respondenten (2011) | Etnische samenstelling van de respondenten (2011) |
| ------------------------------------------------- | ------------------------------------------------- | ------------------------------------------------- | ------------------------------------------------- | ------------------------------------------------- |
|                                                   |                                                   |                                                   |                                                   |                                                   |
| Bulgaren                                          | Bulgaren                                          |                                                   | 89,7%                                             | 89,7%                                             |
| Turken                                            | Turken                                            |                                                   | 0,0%                                              | 0,0%                                              |
| Roma                                              | Roma                                              |                                                   | 0,0%                                              | 0,0%                                              |
| Anders/Onbekend                                   | Anders/Onbekend                                   |                                                   | 10,3%                                             | 10,3%                                             |

Het dorp heeft een ongunstige leeftijdsopbouw. Van de 29 inwoners die in februari 2011 werden geregistreerd, waren er 2 jonger dan 15 jaar oud (7%), terwijl er 5 inwoners van 65 jaar of ouder werden geteld (17%).
Branitsjevo · Dojrantsi · Dolina · Goesla · Kaolinovo · Kliment · Lisi Vrach · Ljatno · Naoem · Omartsjevo · Pristoe · Sini Vir · Sredkovets · Takatsj · Todor Ikonomovo · Zagoritsje